# 兎鞠まり
兎鞠 まり（とまり まり、英: Tomari Mari）は、YouTubeで活動する日本のバーチャルYouTuberである。元upd8（MCN）所属の、「個人勢」VTuberである。代表的なバ美肉VTuberの1人であり、自ら「おじさん」（男性）を公表している。その個性やクリエイターとしての技術について、またエンターテイナーとして高い評価を受けている。また、その可愛さから「自分をおじさんだと思い込んでいる女児」と評される。

## 概要
ボイスチェンジャーを使用した自称美少女のバーチャルYouTuber。男性であることを明かしながら、美少女として活動を行っている。バ美肉VTuberの中でもトップクラスの知名度を持っており、テレビ朝日『金曜日のメタバース』で取り上げられた際には、HiHi Jetsの猪狩蒼弥から「元祖バ美」と表現されている。
「兎鞠まり」という名前は、好きな作品である仮面ライダードライブの主人公、泊進ノ介（とまりしんのすけ）および、好きな動物であるウサギ（兎）に因んでいる。配信の挨拶は「こんまり」。チャンネルロゴは木緒なちによる。
2019年9月26日、Activ8株式会社が運営するバーチャルタレント支援プロジェクトupd8に参加することを表明した。また、同年12月24日にはupd8からキズナアイおよび魔王マグロナとともに、LINEクリエイターズスタンプが販売された。その他、upd8からは様々なグッズが販売されている。2020年12月31日に所属していたupd8のプロジェクトが終了した。

## キャラクターデザイン
ピンク色の髪に兎耳が特徴である。身長は 128 cm（センチメートル）で、耳を含めた高さは150 cm。現在まで何度もモデルアップデートを行っており、多数の衣装を持っている。もともとキャラクターデザインは自らが行っていたが、2021年3月31日以降の新モデルではなつめえりがデザインを行っている。なお、デビュー当時このような容姿にデザインしたのは、巨乳のVTuberが多い中で目立てるように属性を減らしたためであったことを語っている（右記メディア外部リンク参照）。
また、3Dモデリングは一貫してはんそでが担当している。Live2Dモデルも以前は自身で作成していたが、2021年7月2日以降の現在の新Live2Dモデルは rariemonn が制作している。

### 衣装
デビュー当時の初期衣装は和装およびTシャツ衣装のLive2Dであった。2018年9月11日には魔王衣装のLive2Dモデルを公開した。さらに同年10月7日に新モデルのLive2Dを公開し、同年12月22日にそのデザインを用いた初の3Dモデルの配信を行った。当時の3Dモデルのポリゴン数は約15,000であった。
2019年3月27日に3Dの新モデルを公開した。このモデルのポリゴン数は約60,000であった。同年6月14日に水着衣装を公開した。同年9月26日にはFavorite＊兎鞠まりコラボ第2弾パーカー衣装を白黒2種類公開した。
2020年5月16日には3D新モデルを公開した。2回目の顔変更であり、このモデルのポリゴン数は約270,000であった。同年7月9日にトレーニングウェア衣装の3Dモデルを公開した。また同年12月25日にはバニー衣装を公開した。
2021年3月31日にはなつめえりデザインの3Dモデルを公開した。この衣装はフリルが特徴的で、バッテンマークをシンボルとしたアクセサリなどがあしらわれたデザインとなっている。同年7月2日にはその衣装のLive2Dモデルが公開された。このLive2Dモデルでは初めてロングヘアー姿も実装された。2022年4月20日に発売された『VTuberスタイル　AllGuys BOOK』では、布面積の都合上、加筆したイラストが用いられた。2日後の4月22日には3Dモデルの顔がアップデートされ、表情の追加などが行われた。また、『VTuberスタイル　AllGuys BOOK』向けの衣装は同年8月26日に公開されたアップデートで3Dモデルにも追加され、同時にそのロングヘアー姿も実装された。2023年3月現在、これらの3DモデルおよびLive2Dモデルが使用されている。
ほかにも、イベント限定の衣装が複数公開されている。2021年6月岸和田けいりんの第72回高松宮記念杯競輪の際に行われたVTuberけいりんプロジェクトの「人気Vtuberと一緒にチャレンジ！ 東西対抗けいりん予想バトル」では、青龍を模したデザインの衣装が、同年11月の第63回朝日新聞社杯競輪祭の際に行われた「大競輪祭り」キャンペーンでは、浴衣デザインの衣装が用いられた。2021年7月1日から7月20日間で開催されていたコラボカフェ「MariEriCafe」では、メイド服衣装が用いられた。2022年9月から11月に開催された『「All Guys」POP UP SHOP』ではイラストレーター、ナナキデザインの秋服衣装が用いられた。

### にんじんども
かつてのファンネームは「にんじん組」であったが、現在は魔王マグロナのファンネーム「にんげんども」にちなみ、「にんじんども」と称されている。また、このにんじんどもは魔王マグロナによってウサギのキャラクターとして描かれ、はんそでによって3Dモデルが制作されている。

## 配信活動
魔王マグロナの影響を受け、2018年7月に活動を開始した。VTuberになりたかったわけではなく、自分の描いたイラストを動かしたいという思いから、とりあえずバ美肉を始めた。当時は「バ美肉」に寛容な風潮があったことを語っている。
ゲーム実況配信を主な活動内容としており、ゲームの腕には定評がある。自己評価でもゲームが得意であるとしており、プレイスタイルは「脳筋」であるとしている。配信者のksonからもゲームスキルが非常に高いと評価されている。
天開司からも、どのジャンルのゲームでも上手だと評されている。2021年11月29日に行われた、天開司が主催したマインクラフトのイベント「Vtuberバトルロワイヤル」に参加した際は、最後まで生き残り優勝した。2023年10月29日に開催された第4回の「Vtuberバトルロワイヤル4」にも自身2回目となる参加をし、優勝して2冠を達成した。
また、キズナアイとFall Guysとのコラボイベント「Fall AIs2」に参加し、2度優勝するなどの実績を残している。
ポケモンカードゲームや遊戯王などのカードゲームや、タカラトミーのベイブレードやボトルマンなどのホビーも嗜んでおり、配信外で開封を行ったり開封配信を行ったりしている。タカラトミーの企業向けのTwitter企画では、企業ではないものの柚原いづみとともにゾイドの組立配信を行った。
人生つみこや花京院ちえり、ガッチマンVと『バイオハザード ヴィレッジ』を語るコラボ配信を行ったことから、2022年10月21日の「バイオハザード・ショーケース｜October 2022」や翌年3月10日の「カプコンスポットライト 2023.3.10」などのカプコンが行ったデジタルイベントにて公認ミラー配信者としてに配信を行い、以降定期的に公認ミラー配信を行っている。ゲームではモンスターハンターシリーズが自信を構成するものの比重として多くを占めていると語っている。
ボイスチェンジャーやモーションキャプチャを駆使して配信を行っている。ボイスチェンジャーは以前は恋声を使用していたが、遅延が大きいため現在では使用しておらず、VSTのプラグインである Graillon 2 (Auburn Sounds) を用いている。もともとの自身の声や喋り方が、ボイスチェンジャーと相性が良いことを語っている。また、ソニーからそのリリース前よりバーチャルモーションキャプチャ「mocopi」の貸与を受け、その精度を検証している。東京ゲームショウ2023では、Astromeda から発売予定のコラボゲーミングPCが公開された。
バ美肉VTuberとして活動していることは両親に秘密にしており、母親の前で「とまり」と言いかけた失敗談を語っている。また、リアルの友人の2人は、兎鞠として活動していることを知っている。インタビューでは、自身が兎鞠まりとして活動していることを伝えていなかった男性の友人から「この子かわいいよね」と言われ、活動について打ち明けたエピソードを語っている。
2023年の目標は YouTube Shorts の毎日投稿の1年間継続で、2024年はそれに力を入れ、完遂した。また、Twitter上やYouTube上で例年エイプリルフールネタを投稿しているが、2023年4月1日にはアイコンおよび名前を兎にしたところ、Twitter Blueの仕様上、すぐには元に戻せなくなったことが話題となった。
配信ではコメント欄の空気感を大切にしており、居心地良いコミュニティーを作り治安を維持するために、リスナーの「しつけ」を行うことを心掛けていると、インタビューで語っている。また、良く見かけるリスナーはアイコンと名前をセットで覚えていると語っている。グラビアアイドルの麻倉瑞季からは、リスナーのコメントをよく拾っていることを指摘されている。

## 交友関係
様々なVTuberと共演している。ガッチマンからは、コラボ特性が強く、誰と組んでも相性が良いと評されている。また個人VTuberながら、下記「AllGuys」や「らめたまず」など、実質的なユニットとしても活動している。
同じバ美肉VTuberである魔王マグロナやだてんちゆあらとは特に交流が深く、ともにリアルイベントなどに参加している。もともとイラストレーターのukyo_rst（のちの魔王マグロナ）が好きで、魔王マグロナがバ美肉VTuberになった際、「自分で動かしたキャラクターに声をあてて、動いてみたい！」と思い立ち、自身もVTuberとなったと語っている。よくコラボ配信を行っていた。ほかにも、バ美肉VTuberでは日ノ森あんずやだてんちゆあの3Dモデルをお披露目する配信に出演した。
ヒメヒナ（HIMEHINA）のファンであり、2019年のインタビューではコラボしてみたいと語っていた。一方鈴木ヒナからは、インタビューにて可愛いと評価されていた。2021年11月7日には、ヒメヒナのライブ『希織歌と時鐘』の直前祭に出演を果たし、ライブ本番でもメッセージを送った。2023年12月15日にリリースされたヒメヒナの楽曲「愛包ダンスホール」ではミュージックビデオに参加した。
2018年では、よく見ているVTuberとしてキズナアイの名を挙げていたが、2021年以降はキズナアイのスリープ直前までたびたび交流があり、キズナアイを「親分」と呼び慕っている。ライブ「Kizuna AI 2nd Live “hello, world 2020”」の前夜祭として、2021年1月22日に配信された「ハロワ直前！前夜祭！ニコニコで振り返る2018年のキズナアイ」に単独でゲストとして出演したり、Oculus の Venues アプリで配信されたライブ「KizunaAI Virtual Fireworks Concert」でも観覧ゲストとして、コスプレイヤーのえなこ、犬山たまき、おめがシスターズ、Nyanners とともに参加した。2021年8月24日には、キズナアイとともにピノキオピー『ラヴィット』の歌ってみた動画を公開した。2022年2月26日に開催されたキズナアイの活動休止前ラストライブ『Kizuna AI The Last Live “hello, world 2022”』では、ほかのゲストとともに出演し、ダンスを踊った。このライブはU-NEXTで副音声配信され、Kizuna AI株式会社所属のバーチャルタレント loveちゃんとともにゲスト出演した。loveちゃんとも、活動休止後の再始動配信でもゲストとして招かれるなど、親交が深い。
2021年5月5日には甲賀流忍者!ぽんぽこの主催する「ぽんぽこ24vol.5」に出演した。2022年3月8日には、ぽんぽこのチャンネルで3Dスタジオを利用した下記 AllGuys コラボ動画を公開した。VRChatワールド「ぽこピーランド」では、天開司、ガッチマンVとともに2023年3月23日のプレオープンデーに来場し、その様子を配信した。
ななしいんく（当時有閑喫茶あにまーれ）の因幡はねるとも交流が深い。因幡はねる、舞元啓介、神楽めあとともに麻雀のコラボ配信を行ったことが自身の知名度を増やすことにつながった。同じ所属の柚原いづみは、ラジオ『今井麻美のニコニコSSG』での共演のほか、『VTuberスタイル　AllGuys BOOK』にメッセージを寄せている。声優の今井麻美のVTuber化（詩趣ミンゴス）に協力したりもしている。
VTuberとしても活動する配信者ksonとは、コラボ配信もよく行っている。2023年には、リアルイベント「Kson Japan Fan Meeting」にも出演した。また、天開司と桜ころみんを加えた「モンハン老人会」として、モンスターハンター ポータブル 2nd Gなどのモンスターハンターシリーズを中心としたコラボ配信を行っている。
そのほか、過去にはモチーフがウサギ同士である餅月ひまりともよくコラボしていた。中野とはそのデビュー前からリアルの知人という仲であり、ドッキリをきっかけにコラボが行われている。

### AllGuys
同じく男性個人バーチャルYouTuberであるガッチマンV、天開司、歌衣メイカとともに「AllGuys（オールガイズ）」という4人組の実質的なユニットを組み、活動している。
ピーナッツくんと甲賀流忍者!ぽんぽこ主催の2020年9月30日に開催された『VTuber Fall Guys Party』で、天開司、歌衣メイカ、ガッチマンVとともにチームを組み、それをきっかけに「AllGuys」が結成された。それ以降親交が深く、それぞれ男性個人バーチャルYouTuberとして精力的に活動しているが、4人でのコラボやイベントも活発に行っている。
AllGuys としてのライブイベントはこれまでに3回行われている。初めてのライブはガッチマンV主催の「ALL MENZ」で、1日目の2022年3月12日に行われた公演に AllGuys として出演した。2回目は2022年12月2日に開催された「歌衣メイカ 1st ONE MAN LIVE 〜THE BEST MAN IN THE GALAXY〜」で、ゲストとして出演した。3回目はガッチマンV主催の「ALL MEMBERZ」で、2024年2月10日および2月11日の両日ともに TOKYO DOME CITY HALL にて開催された。 2025年4月5日には、再びガッチマンV主催でリアルイベント「オルメン3」が開催された。
2022年9月25日にはゲーム企画「マイクラ肝試し2022 -2022年宇宙の旅-」にも AllGuys として参加した。
AllGuys では「歌ってみた」動画も公開しており、そらまふうらさか「ロールプレイングゲーム」は2025年2月時点で300万再生されている。2024年2月12日には、AllGuys 初のオリジナル楽曲「10000000回遊びたい」をリリースした。
AllGuys として、グッズ展開の実績がある。2022年2月4日から2月14日にかけては渋谷マルイで、同年3月18日から3月27日にかけては博多マルイでポップアップストア「AllGuys POP UP STORE」が開催され、寺田てらデザインのグッズが販売された。2022年4月20日からは全国のローソン限定で『VTuberスタイル　AllGuys BOOK』が発売された。2022年4月28日に発売された『VTuberスタイル 2022年5月号』では、4人の対談が掲載された。2022年9月23日から10月10日にかけては東京アニメセンターで、その会期終了後の2022年10月21日から11月6日にかけてはボークス大阪で、ポップアップストア『「All Guys」POP UP SHOP』が開催された。2023年2月10日からは、サンリオキャラクターズのコラボがサンリオアニメストア 池袋P’PARCO店にて開催された。2023年8月24日にはファミリーマート限定グッズやネットプリントによるブロマイドが発売された。

### らめたまず
伊東ライフ、犬山たまき、神楽めあとともに「らめたまず」という4人組のユニットを結成している。
佃煮のりおの漫画が好きで長い間ファンだったが、犬山たまきとコラボし親交を深めている。2018年末には、冬コミにて兎鞠まりの漫画を描いてもらったこともある。犬山たまき（佃煮のりお）の主催する配信では、ほかの配信者とも共演している。
2020年1月27日に因幡はねるが開催した企画「Vのかま騒ぎ」では、イラストレーターの伊東ライフ、犬山たまき、魔王マグロナ、日ノ森あんずとともにバ美肉おじさんの一人として出演した。以降2020年から2021年にかけて、「まりライフ」としてイラストレーターの伊東ライフとのコラボを活発に行っていた。また、伊東ライフの行った企画「YOUTUBE生活ぶっちゃけどうですか!! 女子…？編」にヤマトイオリ、富士葵とともにゲストとして出演し、バーチャルYouTuberとしての生活について話し合った。同じような志をもつ伊東ライフとの出会いは活動を続ける上でとても大きかったと語っており、ナナヲアカリ『チューリングラブ』の歌ってみた動画を公開したり、「魂ゲームクロスレビュー（魂ゲーX）」という番組を始めるなど、特に親交が深い。伊東ライフのポケモン企画の発端となったのもコラボ企画である。2人で一緒に活動するように助言したのは因幡はねるである。
2023年8月16日には、伊東ライフ、犬山たまき、神楽めあを含めた4人で「らめたまず」を結成した。「らめたまず」では2023年9月23日から1ヶ月間、ゲーム『ポーカーチェイス』とのコラボイベントが開催された。2024年にはイベント限定でサミーによりらめたまずのコラボパチスロが製作され、3月に「ユニバーサルカーニバル×サミーフェスティバル2024」にてリアル会場で展示、のちにメタバース化されて7月に「バーチャルマーケット2024 Summer」で出展された。

## 創作活動
バーチャルYouTuber活動以前はイラストレーターとしても活動していた。絵を描くきっかけになったのは、黒星紅白である。また、通勤で満員電車に乗るのが苦痛で、家でできる仕事はないかと絵を描き始めたのがイラストレーターになるきっかけであった。バ美肉は自分の考える「ここが好き」を表現する一つの到達点であり、キャラクターの好きな要素などをアピールできる場であると考えている。VTuberとして活躍する以前は無名のイラストレーターであったが、バーチャルYouTuberになって自分が目立つことの快感と気持ちよさに気づいたと語っている。
バーチャルYouTuberになってからもサークル「SoftGummy」としてコミックマーケットに参加し、自身のイラストによる自主制作本の頒布を行っていた。その際の思い出としてリスナーから直接感想をもらえたことを挙げている。また、兎鞠まりとしてバ美肉VTuberの輝度るみなや大狼うるのキャラクターデザインを行った。そのほか、小花衣ももみのキャラクターデザインや蒼唯レンの基本モデル制作も行った。

## 人物
誕生日は11月5日、血液型はAB型。アバターの身長は耳を含めても 150 cm である一方、「中の人」の身長は 182 cm と高身長である。
小さい頃から「かわいい」と言われることが多く、女性と勘違いされることも多かったと語っている。例えば、中学校にあがる際の制服の採寸では、女性用のサイズで測られた経験をしたエピソードを語っている。日常生活の動作でも驚きのリアクションが大きかったり、落ち着きがないところがある。インタビューでは、自身が「兎鞠まり」であるために心掛けていることは特になく、自然体であることを明かしている。
キーボードやマウスなどのガジェットが好きで、趣味は新しいガジェットを探すことである。YouTube Shorts などを通してガジェット紹介を行っている。VTuber業界でも、非常にパソコンに詳しい人として知られている。
尊敬しているVTuberとして、ヒメヒナ、魔王マグロナ、名取さな、のらきゃっとの名を挙げている。このうち魔王マグロナと名取さなとは下記のイベント等で共演している。逆に、ksonや麻倉瑞季からは「最推しVTuber」として名を挙げられている。

## 活動年表
2018年
- 7月1日 - 活動開始[2]
- 9月13日 - チャンネル登録者1万人突破[227]
- 12月22日 - 初の3D配信[228]

2019年
- 2月12日 - チャンネル登録者2万人突破[229]
- 7月2日 - チャンネル登録者3万人突破[230]
- 9月26日 - upd8への参加[7]

2020年
- 2月23日 - チャンネル登録者4万人突破[231]
- 5月19日 - チャンネル登録者5万人突破[232]
- 9月27日 - チャンネル登録者10万人突破[233]
- 12月31日 - 所属するupd8の終了[32]

2021年
- 1月31日 - チャンネル登録者15万人突破[234]
- 3月31日 - なつめえりデザインの3Dモデルお披露目[38]
- 7月1日–7月20日 - 「MariEriCafe 兎鞠まり×なつめえりコラボカフェ」開催
- 7月16日 - チャンネル登録者20万人突破[235][236]

2022年
- 2月13日 - チャンネル登録者25万人突破[237]
- 3月12日 - 「ALL MENZ」に出演[176][177]

2023年
- 3月6日 - チャンネル登録者30万人突破[238]
- 8月11日 - チャンネル登録者40万人突破[239]

2024年
- 2月10日–2月11日 - 「ALL MEMBERZ」に出演[179]
- 2月20日 - チャンネル登録者50万人突破[240][11]

2025年
4月5日 - 「オルメン3」に出演

## ディスコグラフィ

### 配信シングル
| 発売日        | タイトル           | アーティスト                                 | 作詞   | 作曲・編曲 | レコーディング | 規格                   | 備考                                        |
| ------------- | ------------------ | -------------------------------------------- | ------ | ---------- | -------------- | ---------------------- | ------------------------------------------- |
| 2024年2月12日 | 10000000回遊びたい | 天開司 & 歌衣メイカ & 兎鞠まり & ガッチマンV | 畑亜貴 | まふまふ   | room NB Inc.   | デジタル・ダウンロード | イベント「ALL MEMBERZ」にてリリースを発表。 |

### ゲームミュージック
| MV公開日     | タイトル | アーティスト | 作詞   | 作曲・編曲    | MV       | 備考                                                        |
| ------------ | -------- | ------------ | ------ | ------------- | -------- | ----------------------------------------------------------- |
| 2023年9月8日 | Mari♡age | 兎鞠まり     | 文愛実 | Yuki Yamazaki | 下舞祐里 | 「パルティグランデ（旧 奏でて女子校 – White Chord）」作中曲 |

## 出演・タイアップ

### 書籍
- 藤田崇平 編『Vティーク vol.2 コンプティーク2018年12月号増刊』KADOKAWA、2018年11月10日、43頁。ASIN B07JK2HWZY。 雑誌コード: 13978-12。
- 『メディアパルムック コミケPlus Vol. 16』槙村衽（編集人）、有限会社エックスワン、2021年12月29日、9,15,70頁。ISBN 978-4-8021-5528-1。
- 『VTuber スタイル AllGuys BOOK』芝崎浩司（編集長）、松田心（営業・企画・編集）、アイル企画・えれっと・なつめえり・木緒なち（デザイン）、天開司・歌衣メイカ・ガッチマンV・兎鞠まり（監修）、株式会社アプリスタイル、2022年4月20日、32頁。ISBN 978-4-910719-21-4。
- 「AllGuys 男性個人Vぶっちゃけトーク！」『VTuberスタイル 2022年5月号』芝崎浩司（編集長）、株式会社アプリスタイル、2022年4月28日、44-47頁。ASIN B09WL84HW8。 雑誌コード: 07833-05。
- VTuberメタ編集部 編「零座談会」『Vtuberメタ vol.2』コアマガジン、2022年7月22日、072頁。ISBN 978-4866536316。

### インターネットラジオ
『洲崎綾のバババババーチャル』第28回–第30回
超!A&G+（文化放送）にて配信されている、声優の洲崎綾がラジオパーソナリティを務める番組。2020年1月11日、1月18日、1月25日の3回に亘って、ゲスト出演した。
『今井麻美のニコニコSSG』
第157回
声優の今井麻美がラジオパーソナリティを務める配信で、柚原いづみとともに初めてのゲストとして出演した。2022年4月12日にニコニコ生放送、YouTubeで配信された。
第179回
2023年2月28日、柚原いづみ・人生つみことともにゲスト出演した。

### ゲーム
ブイブイブイテューヌ
コンパイルハートより2020年8月6日に発売されたPlayStation 4用ソフトで、ジャンルはアクションRPGである。ホロライブ、ゲーム部プロジェクト、あおぎり高校ゲーム部などとともにゲスト出演した。
グーニャモンスター
MUTANより発売された非対称型パーティーアクションゲームで、2023年7月13日にSwitchおよびPS5向けパッケージ版が発売された。2023年7月13日から AllGuys とのコラボが開始し、ボイス付きプレイアブルキャラクターのダウンロードコンテンツとしてほかの AllGuys メンバーとともに収録された。
パルティグランデ（旧 奏でて女子校）
グラビティゲームアライズ株式会社より2023年8月29日に iOS および Android 上でサービス開始したファンタジーRPGである。カグラナナとともにリリース当初からプレイアブルキャラクターとして登場した。
ポーカーチェイス-Poker Chase-
株式会社Skyfall により運営されているバトロワ式オンラインポーカーゲームで、伊東ライフ、犬山たまき、神楽めあとともに「らめたまず」としてコラボレーションし、プレイアブルキャラクターとして登場した。

### DVD・音声作品
「新人魔王マグロナ、南国バカンス～とまりとおとまり～」
魔王マグロナと共演したグラビアDVDで、ゆにクリエイトがリリースした。2019年12月31日に開催されたコミックマーケット97の4日目に先行リリースされた。赤月ゆにが監修を行った。ソフマップにてリリースイベントが開催された。その後、2020年3月7日にDLsiteでダウンロード版の販売が開始された。
「とりま兎鞠のとなりにおいで」
2020年9月19日にDLsiteで販売が開始された、ゆにクリエイトによるダミーヘッドバイノーラルステレオマイクKU100を用いたバイノーラル音声作品。

### リアルイベント
バ美肉ナイトクラブ in 渋谷
2018年10月31日（ハロウィン）、PANORAが主催した、渋谷にて開催されたイベントである。同じバ美肉VTuberの竹花ノート、魔王マグロナと共演した。Twitterのトレンドでは日本4位、東京2位となった。また、共催のSHOWROOMでの公式配信においても来場者2000人以上となった。1時間のトークライブが行われ、終了後は、会場でグッズを買ったファンが本人と話せるお話会も行われた。また、DJ SHARPNELが生出演し、オープニングアクトを務めた。
VTuberトークセッション～次のバ美肉はキミだ～
2018年11月4日に東洋大学情報連携学部（東洋大学赤羽台キャンパス）の大学祭「INIAD-FES」にて開催された。魔王マグロナ、竹花ノート、名取さなとともに出演した。
愛☆バ美肉ナイトクラブ
2019年3月14日（ホワイトデー）に、秋葉原TwinBoxにて行われた、上記の「バ美肉ナイトクラブ in 渋谷」に続くイベントである。前回も共演した魔王マグロナに加え、オニャンコポンおよびだてんちゆあもトークイベントに参加した。前回出演していたDJ SHARPNELがホール開場時に動画で出演した。魔王マグロナと兎鞠まりの香りをイメージしたフレグランスがグッズとして登場した。
魔王マグロナ＆兎鞠まり 初グラビアDVDリリースイベント
2020年1月13日にソフマップAKIBA4号店 アミューズメント館で開催された、上記「新人魔王マグロナ、南国バカンス～とまりとおとまり～」のリリースイベント。
MariEriCafe 兎鞠まり×なつめえりコラボカフェ
2021年7月1日から同年8月31日にかけて、池袋AKビル 2階 IKEMEN BOXカフェにて開催予定だったコラボカフェ。新型コロナウイルスの感染拡大により7月20日付で中止となった。
兎鞠まり3周年イベントwithなつめえり
上記のカフェ初日であり、兎鞠まりの初配信日である2021年7月1日に開催された3周年記念トークイベント。2部に亘って開催された。
ALL MENZ
2022年3月12日から3月13日に戸田市文化会館で開催されたガッチマンV初のリアルイベントで、1日目に天開司、歌衣メイカともにゲスト出演した。そらまふうらさかの「ロールプレイングゲーム」をカバー歌唱した。
Kson Japan Fan Meeting
2023年11月30日に恵比寿ガーデンプレイスで開催されたVShojo所属ksonのリアルイベント。DEMONDICE、OniGiri、ぐーたら、へにゃとともにゲスト出演した。
ALL MEMBERZ
2024年2月10日–2月11日に TOKYO DOME CITY HALL にて開催されたガッチマンV主催のリアルイベント。1日目の公演は「ALL MEMBERZ ～ALL GUYS～」と題され AllGuys のメンバーと後藤ヒロキが出演し、2日目の公演は「ALL MEMBERZ ～ALL GUYS vs ぽこピー～」と題され前日のメンバーに加えてぽんぽことピーナッツくんが出演した。また、公演では AllGuys のオリジナル楽曲「10000000回遊びたい」が初披露された。
学園祭ドリ☆フェス´24
2024年6月16日に大阪アニメ・声優＆eスポーツ専門学校にて開催された「学園祭ドリ☆フェス´24」に参加し、スペシャルトークショーに出演した。
オルメン3
2025年4月5日に横浜BUNTAIで開催予定の、ガッチマンV主催のリアルイベント。2024年2月の「ALL MEMBERZ」に続き、同じメンバーで出演する。

### バーチャルライブアプリ番組
まぐまりしょうたいむ
バーチャルライブアプリ「REALITY」が放送する公式番組。魔王マグロナとともにパーソナリティを務めている。バーチャル六本木のどこかにあるキャバレークラブで、ゲストを迎えて行う。2019年4月11日、REALITYによって開催されたイベント「REALITY Festival2 >DIVE」で犬山たまきをゲストに迎え、第1回が放送された。現在までに全7回が配信されている。
| #     | 配信日                              | ゲスト[274]                         |
| ----- | ----------------------------------- | ----------------------------------- |
| 第1回 | 2019年4月11日 19時– [275]           | 犬山たまき                          |
| 第2回 | 2019年5月11日                       | なし                                |
| 第3回 | 2019年6月30日                       | なし                                |
| 第4回 | 2019年11月17日 20時– [276]          | Nさん                               |
| 第5回 | 2020年1月20日21時20分–[277][注釈 6] | 佐藤ホームズ（「週刊MoguLive!」MC） |
| 第6回 | 2020年2月15日 21時– [278]           | 日ノ森あんず                        |
| 第7回 | 2020年3月22日 21時– [274]           | バーチャルゴリラ                    |
週刊MoguLive!
REALITYおよびYouTube上で放送されるVTuber界の最新情報を伝えるニュースバラエティ番組で、2019年11月12日放送回のゲストとして出演。

### バーチャルライブ
歌衣メイカ 1st ONE MAN LIVE 〜THE BEST MAN IN THE GALAXY〜
2022年12月2日に開催されたライブイベントで、AllGuys のメンバーとして、ガッチマンV、天開司とともにゲスト出演した。
詩趣ミンゴス完成お披露目パーティー
2023年10月27日に開催された声優の今井麻美のVTuberとしてのキャラクター「詩趣ミンゴス」のお披露目ライブイベントで、柚原いづみ、人生つみこ、なつめえりとともにゲスト出演した。

### コマーシャル映像
エンタス×VTuber コラボビジョンCM第二弾
総勢100名を超えるVTuberによるコマーシャル映像。2020年1月1日から1月31日まで、JR秋葉原駅付近の大型街頭ビジョン「オノデンMXビジョン」にて放映された。各作品は約15秒間で、8時から22時まで、それぞれ1–2回放映された。

### MV
- HIMEHINA『愛包ダンスホール』[283]

### その他コラボレーション
AllGuys としてのイベントは「#AllGuys」参照。
- VTuberチップス - バーチャルYouTuberのオリジナルカードが付いたポテトチップス。2020年6月29日に発売された第2弾「VTuberチップス2」[284][285]、2024年5月28日に発売された第6弾「VTuberチップス6」に参加した[286]。
- Zeeny™ Lights × 兎鞠まり - コラボレーションモデルのイヤホン[287]。
- 人気Vtuberと一緒にチャレンジ！ 東西対抗けいりん予想バトル - 2021年6月17日から6月20日にかけて岸和田競輪場で開催された第72回高松宮記念杯競輪を盛り上げるVTuberとして、歌衣メイカとともにコラボレーションした[74]。
- 「大競輪祭り」キャンペーン - 2021年11月8日から11月23日にかけて、スポーツベッティングサービスのTIPSTARによる「VTuber競輪プロジェクト」と、HUBがコラボしたキャンペーンで、歌衣メイカ・魔王マグロナとともにキャンペーンアンバサダーとしてコラボレーションを行った[288][289]。
- 兎鞠まり×寺田てら - 2022年9月12日から2022年9月25日まで、ヴィレッジヴァンガードにて限定グッズが販売、受注生産された[290][291]。
- 兎鞠まりPC - 株式会社マイニングベースが運営するPC販売サイト「.1」（ドットワン）より販売されたコラボモデルのパーソナルコンピュータ[123]。イラストレーターぎうにうにより描きおろしイラストが外装ケースおよび壁紙がデザインされている。販売期間は2023年11月5日から（終了日未定）[123]。
- NITOMARI Special Collection - VTuber 新兎わいと「NITOMARI」というユニットを組み、ライフスタイルブランド「PLAYBOY」から展開されたコラボグッズ。プレイボーイバニーをモチーフとして取り込んだTシャツ、トレーナー、フーディー、ショルダーバッグ、キーチェーン、アクリルスタンドなどが販売された。2023年12月23日から2024年1月11日まで受注販売された[292]。
- 兎鞠まり×レグルシュ・ライオンハート 限定コラボマウスパッド - 合同会社Clutchが運営するPC周辺機器メーカーA5から販売されたレグルシュ・ライオンハートとのコラボマウスパッド。イラストは氷菜により描き下ろされた。2023年12月23日から2024年1月23日まで受注販売された[293]。
- 兎鞠のフリーク - 2024年にA5から発売されたゲームコントローラ用デバイス[67]
- 「兎鞠まり」フィギュア - 2025年5月からコトブキヤショップで発売されるフィギュア[66]